# Hanna Ludwig
Hanna Ludwig (* 10. Januar 1918 in Lauterach; † 11. März 2014 in Salzburg) war eine deutsche Opern- und Konzertsängerin (Alt, Mezzosopran) und Gesangspädagogin.

## Leben
Ludwig erhielt in München Gesangsunterricht bei Luise Willer und Rudolf Hartmann, außerdem von Franziska Martienssen-Lohmann. 1949 gab sie ihr Debüt am Theater Koblenz. Von 1951 bis 1952 war sie am Stadttheater Freiburg tätig.
1951 bis 1952 sang sie bei den Bayreuther Festspielen die Wellgunde in Der Ring des Nibelungen und ein Blumenmädchen sowie einen Knappen in Parsifal, außerdem 1951 Roßweiße und 1952 Waltraute in Die Walküre.
Ihre nächste Station war die Deutsche Oper am Rhein, wo sie von 1952 bis 1959 engagiert war. An der Mailänder Scala gastierte sie 1955 als Waltraute in der Walküre und 1956 als Page in Salome. An der Staatsoper Wien gab sie von 1956 bis 1962 Gastspiele unter anderem als Octavian in Der Rosenkavalier, als Komponist in Ariadne auf Naxos und als Jocasta in Oedipus Rex. Weitere Gastspiele führten sie an das Teatro San Carlo in Neapel (1952), an das Teatro La Fenice in Venedig, nach Amsterdam, Zürich (1955 als Clairon in Capriccio), Barcelona, Dublin und Genf. 1958 gastierte sie in Ariadne auf Naxos beim Holland Festival.
Von 1959 bis 1968 gehörte sie zum Ensemble der Oper Köln. Am 23. November 1959 war sie dort in der Uraufführung der Oper Der Tod des Grigori Rasputin von Nicolas Nabokov vertreten. Gastspiele führten sie unter anderem an die Oper von Washington und das Teatro Verdi in Triest (beide 1960).
1963 sang sie bei den Salzburger Festspielen das Alt-Solo in Mozarts Requiem. Weitere Rollen in Ludwigs Repertoire waren Dorabella in Così fan tutte, Orpheus in Orfeo ed Euridice, Cherubino in Figaros Hochzeit, Ortrud in Lohengrin, Fricka in Der Ring des Nibelungen, Brangäne in Tristan und Isolde, Kundry in Parsifal, Clairon in Capriccio, Baronin Grünwiesel in Der junge Lord, Eboli in Don Carlos, die Titelfigur in Carmen und Nicklausse in Hoffmanns Erzählungen.
Als Liedersängerin unternahm sie Tourneen durch Nord- und Südamerika, Japan und Teile Asiens. Im Jahr 1968 verabschiedete sie sich von der Bühne. Sie unterrichtete nun an der Musikhochschule von Ankara und danach am Mozarteum in Salzburg, wo sie zunächst als Dozentin und von 1971 bis 1983 als Professorin tätig war. Noch 1987 hielt sie sich zu gesangspädagogischen Kursen in Manila und Hongkong auf. Diana Damrau war eine ihrer Schülerinnen.
Ihr zu Ehren wurde 1998 anlässlich der Verleihung der Goldenen Ehrenmedaille der Universität Mozarteum an sie der Hanna Ludwig Preis gestiftet.